# Jacques Cathelineau
Pour les autres membres de la famille, voir Famille de Cathelineau.
Jacques Cathelineau, né le 5 janvier 1759 au Pin-en-Mauges (Anjou) et mort le 14 juillet 1793 à Saint-Florent-le-Vieil (Maine-et-Loire), est le premier généralissime de l'Armée catholique et royale pendant la guerre de Vendée. Il aurait été surnommé le « saint de l'Anjou » par ses soutiens.
De naissance roturière, exerçant le métier de colporteur, il s'oppose à la Constitution civile du clergé et à la levée en masse décidée par la Convention contre laquelle il rallie derrière lui une troupe de paysans loyale à la monarchie et à l'Église et mène une révolte contre les révolutionnaires, les battant à plusieurs reprises et leur prenant plusieurs villages.
Après avoir joint sa force à celles des autres chefs vendéens, il est élu par eux généralissime de l'Armée catholique et royale. Il combat à la tête de ses hommes dans les batailles jusqu'à être mortellement blessé à la bataille de Nantes le 29 juin 1793. Il meurt quelques jours plus tard, ce qui conduira à l'anoblisement de sa famille à la Restauration.

## Biographie

### Jeunesse
Jacques Cathelineau naît le 5 janvier 1759 au Pin-en-Mauges, dans l'ancienne province d'Anjou. Son père, Jean Cathelineau, qui cumulait deux métiers — travaillant l'été comme maçon et l'hiver comme tisserand — a épousé Perrine Hudon en 1756 qui lui a donné quatre fils et une fille, Marie Jeanne (1761-1846), surnommée « Jeannic ». Les fils perdent tous la vie entre 1793 et 1794, au cours de la guerre de Vendée :
- Jean (1756-1793), mort en décembre 1793 à Savenay, au retour de la virée de Galerne ;
- Jacques (1759-1793) ; blessé le 29 juin 1793 au cours de la bataille de Nantes, il meurt le 14 juillet ;
- Pierre (1767-1794), blessé au combat en février 1794 et mort des suites de ses blessures ;
- Joseph (1772-1793), capturé à Rochefort et exécuté à Chalonnes le 27 mars 1793[1].

Enfant, Jacques est placé chez l'abbé Yves Marchais, curé de La Chapelle-du-Genêt, dont l'influence est grande dans les Mauges. Jacques Cathelineau reçoit l'enseignement spirituel de l'abbé Marchais pendant cinq ans ; il obtient à ses côtés un peu d'instruction et une éducation plus approfondie que beaucoup de jeunes hommes de sa condition.
Le 4 février 1777, Jacques Cathelineau épouse Louise Godin, de neuf ans son aînée. Ils ont onze enfants dont six meurent dans leur première année. Fils de notable bénéficiant d'un réseau de confiance solide, il ne se contente pas de gérer le patrimoine familial : il risque une partie de sa fortune pour devenir son propre maître. Cette capacité à réussir sa conversion professionnelle signe sa combativité personnelle et lui vaut la reconnaissance publique. Lors du déclenchement de la Guerre de Vendée, Jacques Cathelineau exerce la profession de voiturier-colporteur. Il est également sacristain de sa paroisse ; sa réputation de grande piété lui vaut d'être appelé le « le saint de l'Anjou » avant même le début de la révolte vendéenne.

### Guerre de Vendée

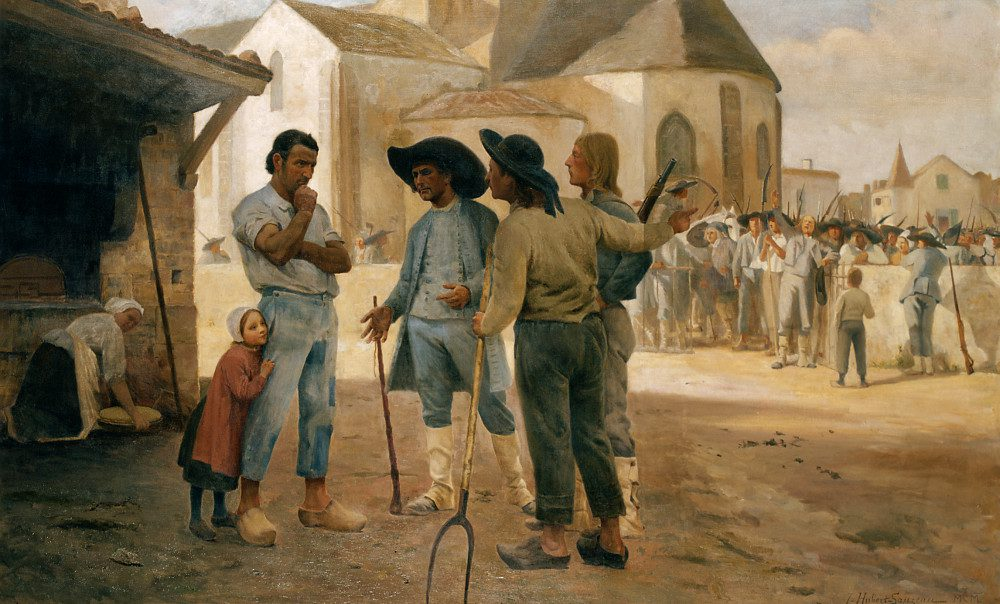
Les Vendéens demandent à Cathelineau de prendre la tête de l'insurrection (huile sur toile de Jules Gabriel Hubert-Sauzeau, 1900).

Dans les premiers mois de la Révolution, Jacques Cathelineau semble assez indifférent à la situation politique du pays. Il entre peu à peu en résistance à l'annonce des mesures antireligieuses. Il se montre ainsi hostile à l'installation des prêtres jureurs et aux persécutions contre les réfractaires. Au cours de l'été 1791, il conduit lui-même des processions clandestines à la chapelle Notre-Dame de Charité à Saint-Laurent-de-la-Plaine et au sanctuaire marial de l'Abbaye Notre-Dame de Bellefontaine à Bégrolles-en-Mauges. Les autorités voient ces réunions d'un mauvais œil et ordonnent la destruction des sanctuaires.
L'étincelle de l'insurrection vient de la levée de 300 000 hommes décrétée le 24 février 1793. La colère qui couve depuis plus de deux ans fait place au soulèvement. Le 10 mars 1793, des jeunes gens du district de Saint-Florent-le-Vieil rassemblés pour tirer au sort, se soulèvent contre l'autorité, battent et dispersent la force armée, puis retournent tranquillement chez eux. Cathelineau, instruit de ces événements, abandonne sa chaumière, rassemble ses voisins et les persuade que le seul moyen de se soustraire au châtiment qui les attend est de prendre ouvertement les armes et de chasser les républicains. Le 12 mars, il prend l'initiative de réunir tous les hommes valides de son village pour affronter les républicains. Vingt-sept jeunes gens le suivent, s'arment à la hâte de tous les instruments qui leur tombent sous la main et marchent sur Jallais, en sonnant le tocsin et en recrutant une foule de paysans qu'entraîne la voix de Cathelineau. Son autorité et son charisme le placent naturellement à la tête des insurgés du Pin-en-Mauges qui écrivent ainsi le premier chapitre de la guerre de Vendée.

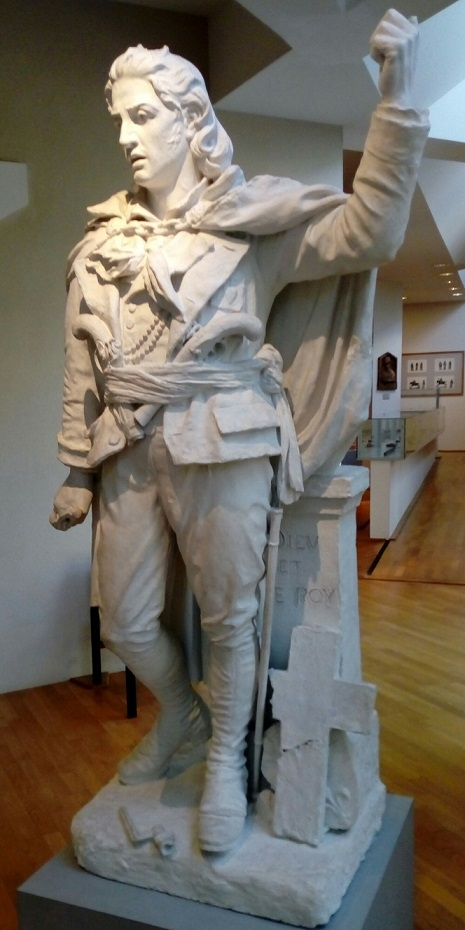
Jacques Cathelineau (plâtre du sculpteur François Stanislas Biron).

Le 13 mars 1793, arrivé devant Jallais, défendu par quatre-vingts républicains et une pièce de canon, il s'empare du poste et enlève la pièce. Le 14 mars, Chemillé est aussi emporté après une vive résistance : cet exploit exalte toutes les têtes, de nombreux renforts viennent encore accroître la troupe de Cathelineau.
Dès le 14 mars, il compte déjà 3 000 hommes sous les armes et, avec l'aide de Jean-Nicolas Stofflet, il se présente devant Cholet où il est encore vainqueur. C'est alors que l'importance toujours croissante de la révolte décide les Vendéens à choisir pour chefs Charles de Bonchamps et Maurice d'Elbée.
Cathelineau conserve sous ces chefs un rang important et une immense influence sur les paysans et il combat avec sa bravoure ordinaire à Vihiers et Chalonnes. La campagne est alors interrompue, les insurgés rentrant chez eux pour célébrer les fêtes de Pâques.
Le 9 avril, ses bandes sont de nouveau sous les armes mais il doit évacuer Chemillé et se retirer jusqu'à Tiffauges. Avec trois mille hommes, il se joint à Nicolas Stofflet, prend avec lui Cholet, Vihiers et Chalonnes. Il s'empare de Beaupréau le 23 avril et de Thouars le 5 mai.
Le 14 mai, ayant repoussé à La Châtaigneraie le général Alexis Chalbos, il est battu à Fontenay-le-Comte le 16 mai ; il prend sa revanche en occupant Montreuil-Bellay et Saumur le 9 juin 1793.
Après la prise de cette dernière ville, l'insurrection prend un tel degré d'importance que les chefs royalistes, quasi-exclusivement issus de la noblesse, choisissent, pour assurer l'accord des opérations, de confier le commandement suprême à un seul. Très aimé des paysans-soldats, unanimement considéré pour son intelligence et sa ferveur religieuse, incarnant aussi sans doute mieux que les autres chefs le caractère populaire de la révolte, Jacques Cathelineau est proclamé généralissime de l'armée catholique et royale par l'assemblée des chefs vendéens le 12 juin 1793.

## Mort

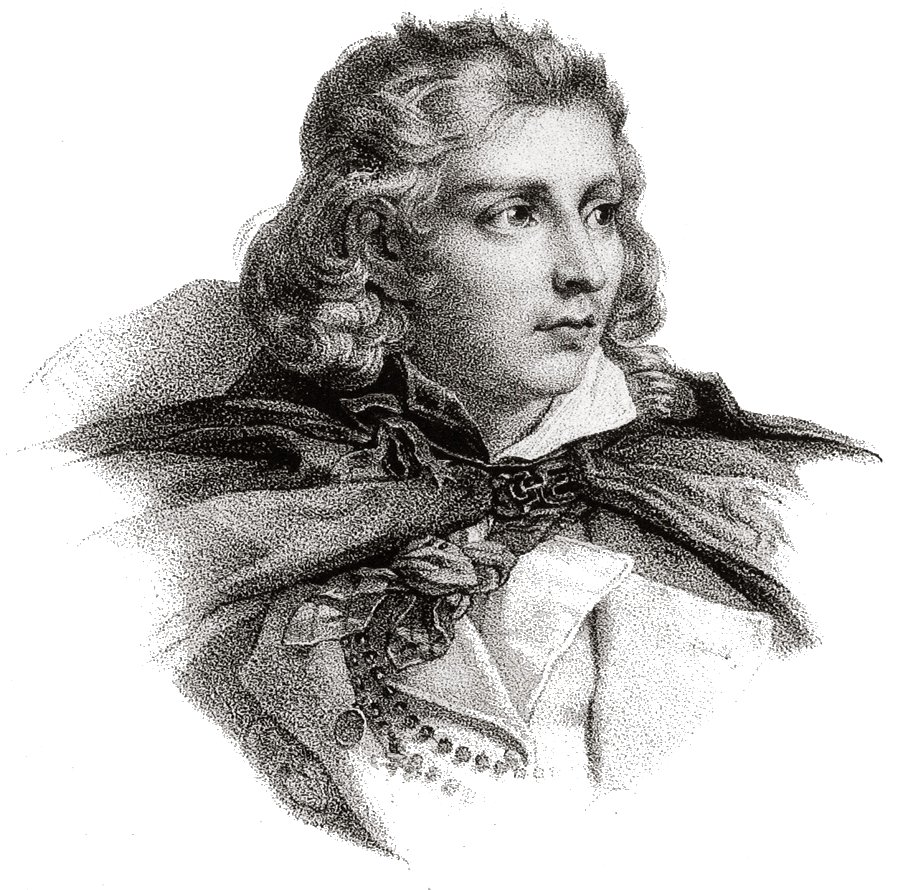
Gravure représentant Jacques Cathelineau.

Après avoir pris Angers sans difficulté le 23 juin, l'armée catholique et royale est menée, le 29 juin, à l'attaque de Nantes qui est protégée par le maire Baco. Le nouveau généralissime se présente devant la ville de Nantes à la tête de 40 000 hommes, tandis que François de Charette doit le seconder avec 10 000 insurgés du Pays de Retz et du bas-Poitou, au sud de la ville. Cette expédition, mal combinée, vient échouer contre les efforts des habitants et d'une garnison de 12 000 hommes. Le 29, Jacques Cathelineau, qui attaque la porte de Rennes, pénètre jusqu'à la place Viarme où un coup de feu, tiré d'une fenêtre, le blesse. Voyant leur chef grièvement frappé, les Vendéens reculent et sont défaits.
Au soir du 29 juin, alors que retentissent les derniers coups de feu, Cathelineau est transporté sur une civière en direction de Saint-Florent-le-Vieil. Ses proches accourent, bien que l’on juge son état sans gravité. Le 13 juillet, une fièvre violente empire son mal. Il meurt le 14 juillet 1793. Sa dépouille repose en la chapelle Cathelineau à Saint-Florent-le-Vieil.
Son fils, Jacques-Joseph de Cathelineau, est anobli à la Restauration. Son petit-fils, Henri de Cathelineau, est officier pendant la guerre franco-allemande de 1870.
De 1896 à 1904, les dépouilles des trois hommes reposent au sein du même tombeau dans la chapelle Cathelineau. Depuis 1904, les restes de Jacques Cathelineau sont partagés entre cette chapelle et le monument funéraire au sein de l'église Saint-Pavin au Pin-en-Mauges.

## Regards contemporains
« Cathelineau commandait les gens du Pin-en-Mauges et des environs. C'était, comme je l'ai dit, un simple paysan qui avait fait quelque temps le métier de colporteur pour le commerce des laines. Jamais on n'a vu un homme plus doux, plus modeste et meilleur. On avait pour lui d'autant plus d'égards, qu'il se mettait toujours à la dernière place. Il avait une intelligence extraordinaire, une éloquence entraînante, des talents naturels pour faire la guerre et diriger les soldats : il était âgé de trente-quatre ans. Les paysans l'adoraient, et lui portaient le plus grand respect. Il avait depuis longtemps une grande réputation de piété et de régularité ; tellement que les soldats l'appelaient le « saint de l'Anjou » et se plaçaient quand il le pouvaient auprès de lui dans les combats, pensant qu'on ne pouvait être blessé à côté d'un si saint homme. »

— Victoire de Donnissan de La Rochejaquelein, Mémoires.

« Ce fut à Saumur, le 12 juin, que le commandement en chef de l'armée fut dévolu à Cathelineau, d'après le vu général de l'armée. L'insurrection avait commencé par le peuple, il était juste de nommer un de ses membres. On ne pouvait mieux choisir, Cathelineau avait la confiance de tout le monde et la méritait pas sa bravoure, sa prudence et son coup d’œil juste dans les combats. Malheureusement, il n'a pas été longtemps dans ce grade, sa mort ouvrit la porte à la jalousie. Jusque-là, chaque chef était indépendant et ne se réunissait aux autres qu'à son gré ; la réunion faite, tout se décidait à la pluralité des voix. »

— Antoinette-Charlotte Le Duc de La Bouëre, Mémoires.

« Celui-ci (Jacques Cathelineau) avait reçu de la nature la première qualité d'un homme de guerre, l'inspiration de ne jamais laisser se reposer ni les vainqueurs ni les vaincus. »

— Mémoires de Napoléon.

## Dans les arts

### Peinture
En 1816, le roi Louis XVIII commande une série de tableaux représentant les grands chefs de la révolte vendéenne de 1793. Le tableau de Jacques Cathelineau est confié à Anne-Louis Girodet. En l'observant en 1824, le peintre et historien de l'art Charles-Paul Landon souligne « l'énergie du pinceau, la vivacité de l'expression et ce beau fini qui distingue toutes les œuvres de Girodet ». Le tableau est d'abord envoyé au château de Saint-Cloud avant de rejoindre le château de Versailles en 1914 et finalement le musée d'Art et d'Histoire de Cholet où il est possible de l'observer.
Le 21 janvier 2023, la fille du peintre André Florentin a remis au musée du Pin-en-Mauges deux tableaux peints par son père, l'un représentant Jacques Cathelineau et l'autre Henri de La Rochejaquelein.

### Bande dessinée
- Coline Dupuy, Cathelineau, Perpignan, Éditions Artège, 2013, 56 p. (ISBN 978-2-36040-228-1, BNF 16130220)